# Čita Drita
| Recensione | Giudizio |
| ---------- | -------- |
| Miamusic   | 9/10     |

Čita Drita (in russo Чита Дрита?) è il secondo album in studio della cantante ucraina Vjerka Serdjučka, pubblicato nel ottobre 2003 dalla Mama Music.

## Tracce
1. Ëlki – 3:14 (Tat'jana Zalužnaja)
2. Novogodnjaja – 2:27 (testo: Arkadij Harcman – musica: Andrij Danylko, Gennadij Krupnik)
3. Čita-drita – 2:44 (Andrij Danylko)
4. Guljanka – 2:55 (testo: Arkadij Harcman – musica: Andrij Danylko)
5. Tuk, tuk, tuk – 3:46 (testo: Andrij Danylko, Arkadij Harcman – musica: Andrij Danylko)
6. Ty ušël... – 3:52 (Kostjantin Hnatenko)
7. Poezd "Kiev-Odessa" – 3:48 (Kostjantin Hnatenko)
8. Polosa (Optimističeskaja) – 3:03 (Andrij Danylko)
9. Ja popala na ljubov' – 4:02 (Andrij Danylko)
10. Ty - na sever, ja- na jug (con Iryna Bilyk) – 3:13 (Iryna Bilyk)
11. Vsem nado – 3:43 (testo: Andrij Danylko, Vitalij Kurovskij – musica: Andrij Danylko, Gennadij Krupnik)
12. My festivalim – 3:39 (testo: Andrij Danylko, Arkadij Harcman – musica: Andrij Danylko)
13. Mne tak nužna ljubov' tvoja (Andrij Danylko) – 3:10 (Andrij Danylko)
14. Ja roždena dlja ljubvi (2003) – 4:56 (Andrij Danylko)

## Riconoscimenti
- 2005 – Rekord" – Album dell'anno dell'artista straniero[2]